# Enregistrement magnétique à bardeau
L'enregistrement magnétique à bardeau (ou Shingled magnetic recording, SMR) est une technique d'enregistrement sur disque dur utilisée pour augmenter la densité de stockage. Elle consiste à superposer les pistes au lieu de les enregistrer de façon parallèle comme pour l'enregistrement perpendiculaire (PMR).

## Description
Ce type d'architecture complique le processus d'écriture car l'écriture sur une piste nécessite de réécrire les données des pistes adjacentes.
Les disques durs peuvent utiliser des caches de DRAM et de mémoire flash pour améliorer les performances en écriture, mais l'écriture d'une grande quantité de données est plus lente qu'avec les disques PMR,,.

## Scandale
Cette technologie est critiquée par de nombreux observateurs, dans le sens où malgré la quantité de stockage importante qu'elle procure, elle diminue très fortement les capacités de lecture/écriture des disques. Ainsi, le magazine Nextinpact rapportait les propos du fabricant Synology, alertant à ce sujet :
En effet, il faut réinscrire les données des pistes se chevauchant, entrainant ainsi un phénomène d'amplification en écriture. C'est ce qui a causé le fameux « SMR Gate » quand l'on s'est aperçu que certains constructeurs utilisaient cette technologie sans le dire explicitement dans leurs fiches techniques [...].

Synology a une manière « polie » de présenter les choses : « En raison des caractéristiques des performances des disques SMR, ce modèle est uniquement adapté aux environnements de charges de travail légères. Une dégradation des performances peut survenir dans le cadre d'opérations d'écriture continues ».
Le forum de ce fabricant a également vu paraitre de nombreuses critiques sur cette technologie, ainsi que d'autres sites dédiés à la technologie, pour compléter les retours très négatifs des utilisateurs de Reddit. En outre, certains fabricants n'ont pas respecté l'obligation de préciser la mention SMR dans les fiches techniques de leurs produits.

Le site Developpez.com complète cet avis :
Le SMR est une technologie qui permet aux vendeurs de bénéficier de densités de stockage plus élevées, en mettant en place une capacité de stockage plus importante sur le même nombre de plateaux, ou moins de plateaux, pour la même quantité de To. Avant le scandale, la technologie n'était utilisée que sur les très gros disques durs, qui étaient généralement marqués comme disques d'archivage. En plus de capacités plus élevées, le SMR est associé à des performances d'E/S aléatoires beaucoup plus faibles que celles offertes par les disques CMR.